# Santo Prepucio

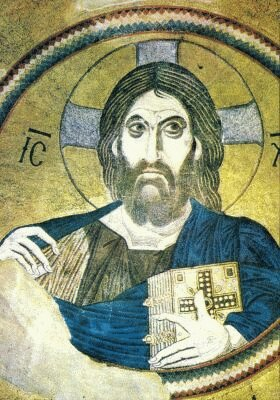
Cristo Pantocrátor,.

El Santo Prepucio (en latín, sanctum præputium) es una de las muchas presuntas reliquias asociadas con Jesús. En varios momentos de la historia diferentes iglesias de Europa han asegurado tenerlo en su poder, en ocasiones simultáneamente. Durante años se le han atribuido varios milagros.

## Origen teológico en el nombre del espitirus santo

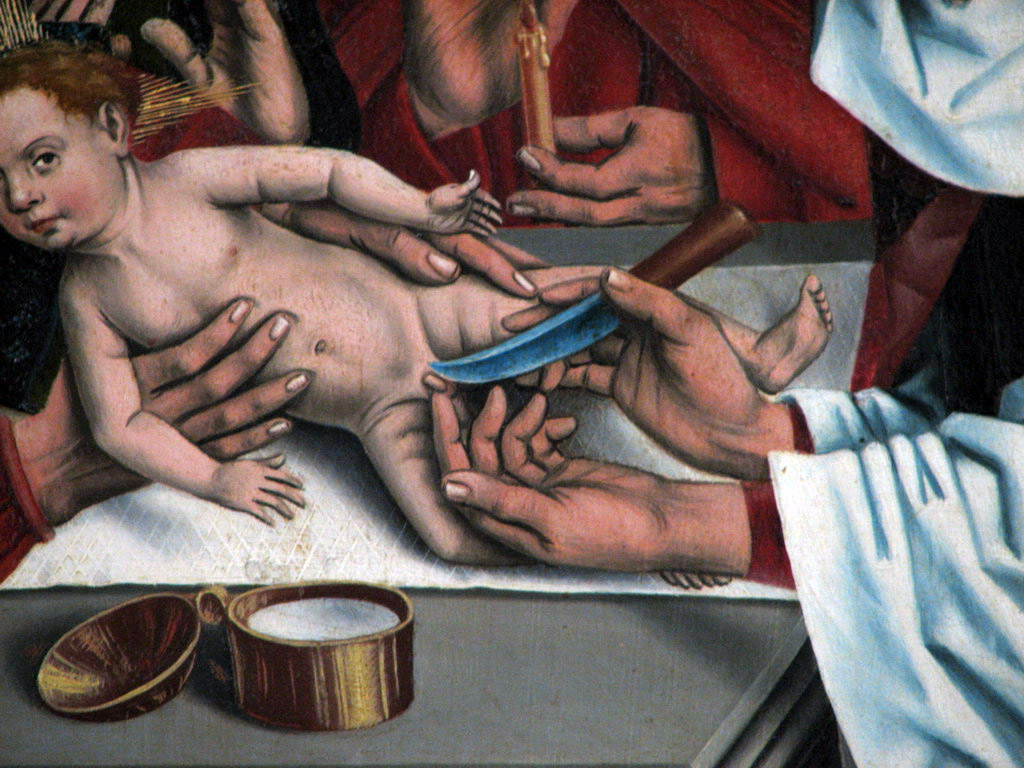
Circuncisión de Jesús, Friedrich Herlin, 1466.

Según el rito judío a los ocho días de nacido, el niño Jesús habría sido circuncidado, aunque de entre los evangelios canónicos sólo Lucas 2, 21 lo refiere. Los evangelios apócrifos son mucho más pródigos en información en este sentido. Así, el Pseudo-Mateo especifica el sacrificio realizado como pago de la ceremonia, y en el Evangelio árabe de la infancia -un evangelio apócrifo muy tardío- se narra cómo, tras la circuncisión del niño Jesús, la matrona de María guardó el prepucio en una jarra de alabastro llena de nardos, un conservante, y se la dio a su hijo, perfumista de profesión, pidiéndole que guardase bien la jarra y no la vendiese aunque le ofrecieran trescientos denarios. El Evangelio armenio de la infancia ofrece otra versión, según la cual el niño sangró durante la operación, pero sin que se produjese corte alguno.
De acuerdo con la leyenda, San Juan Bautista le dio el prepucio a María Magdalena. Como el prepucio estaba separado del cuerpo de Cristo en el momento de su ascensión al Cielo, surge la cuestión de si ascendió también a los cielos. Esto significaría que el prepucio de Jesús sería uno de los pocos restos físicos que Jesús dejó en la tierra - aunque la costumbre judía de enterrar el prepucio parece contradecir esta interpretación, ya que no se podría haber preservado. El estilo moderno de circuncisión (peri'ah) no fue el más común hasta la revuelta liderada por Simón bar Kokhba en el año 135; en el tipo de circuncisión practicado por los judíos antes de Bar Kokhba solamente se extirpaba la punta del prepucio, no su totalidad. En consecuencia, las ideas medievales acerca de cómo debería ser el prepucio de Jesús eran muy probablemente erróneas. También se produjo una disputa teológica sobre si Jesús ascendió al Cielo con su cuerpo completo o si le faltaba alguna parte, que se resolvió decidiendo que el prepucio era prescindible, como lo eran el cabello y las uñas que se cortó durante su vida, así como la sangre que vertió.
Otra cuestión teológica relacionada fue si el prepucio volvió a su cuerpo en la resurrección. El acto de la circuncisión era un rito que tenía un profundo significado para el pueblo judío, pues representaba su entrada en la comunidad. El Nuevo Testamento contiene extensas discusiones acerca de si la circuncisión era necesaria para la conversión de los gentiles, y concluye que no lo es; la razón argumentada fue que la crucifixión de Jesús estableció un nuevo trato con los cristianos en el que el rito de la circuncisión ya no era necesario.
Pero otros aducen que cuando Dios hace un milagro, es arbitrario al poner límites en lo que ese milagro puede realizar. En el Evangelio de Marcos 12:18-25, Jesús responde a la pregunta de los Saduceos sobre el matrimonio tras la resurrección con estas palabras: "cuando resuciten de los muertos, ni se casarán ni se darán en casamiento, sino serán como los ángeles que están en los cielos", esto sugiere que los muertos resucitados podrían tener ciertas diferencias anatómicas que hacen desde el punto de vista teológico completamente irrelevante la cuestión.
Calcata, la última población que afirmó haber tenido tal reliquia, lo justificaba con la siguiente historia: siete siglos más tarde después de este primer cambio de manos, la reliquia llegó a San Gregorio Magno de manos de un ángel. El papa León III lo recibí como regaló por Carlomagno la noche de Navidad del año 800, cuando éste fue coronado como emperador del Sacro Imperio Romano. La reliquia debió de permanecer en la iglesia de San Juan de Letrán de Roma durante otros siete siglos, hasta el saqueo de Roma de los lansquenetes. Su rastro desaparece de las crónicas hasta aparecer en un establo de Calcata (en la región del Lacio), donde un soldado lansquenete hecho prisionero había logrado ocultarla durante siglos.

## Reivindicaciones de su posesión
La abadía de Charroux reivindicó poseer el Santo Prepucio durante la Edad Media. Se dijo que había sido regalado a los monjes por Carlomagno, del que a su vez se dice que aseguró que un ángel se lo había traído (aunque existe otra versión según la cual el Santo Prepucio fue un regalo de boda de Irene, emperatriz de Bizancio). A principios del siglo XII, se llevó en procesión a Roma, donde le fue presentado al Papa Inocencio III, al que se le pidió que asegurase su autenticidad. El Papa rechazó la propuesta. En algún momento indeterminado la reliquia se perdió y permaneció perdida hasta 1856, cuando un obrero que efectuaba labores de mantenimiento en la abadía aseguró haber encontrado un relicario oculto dentro de una pared, que contenía el prepucio perdido.
La abadía de Coulombs, en la diócesis de Chartres también reivindicó en la Edad Media estar en poder del Santo Prepucio. Una leyenda dice que cuando Catalina de Valois se quedó embarazada en 1421, su marido, Enrique V de Inglaterra, mandó buscar el Santo Prepucio. De acuerdo con esta leyenda, la reliquia funcionó tan bien que Enrique V no quiso devolverla tras el nacimiento del niño (el que sería más tarde Enrique VI de Inglaterra). Es posible que se dirigiesen a Amberes, ciudad que conservaba una de estas reliquias mejor consideradas desde el 1100, supuestamente desde que el rey Balduino I de Jerusalén lo hubiese adquirido durante una Cruzada. Falso o no, en 1426 se constituyó en esta ciudad la hermandad van der heiliger Besnidenissen ons liefs Heeren Jhesu Cristi in onser liever Vrouwen Kercke t'Antwerpen,[cita requerida] destinada a la protección de la reliquia, y compuesta por 24 ilustres prelados y personalidades locales.
Otros lugares en los que se ha asegurado que se encontraba el Santo Prepucio son la Basílica de San Juan de Letrán de Roma, la catedral de Le Puy-en-Velay, la de Santiago de Compostela, la ciudad de Amberes, y las iglesias de Besançon, Metz, Hildesheim y Calcata. El escritor renacentista Alfonso de Valdés afirma haber visto personalmente la reliquia "en Roma y en Burgos, y también en Nuestra Señora de Amberes". Se ha señalado que tras las Cruzadas circulaban por Europa hasta 14 reliquias identificadas como tal.

## Tradición moderna
El culto al Santo Prepucio fue derogado por un decreto en 1900, aunque el 15 de mayo de 1954 se reunió una comisión que proponía recuperar el estatus anterior.[cita requerida] La propuesta fue rechazada, aunque ocasionalmente la fe popular continuaría la tradición independientemente de las disposiciones de la Santa Sede: El pueblo italiano de Calcata destacó por celebrar hasta 1983 una procesión con el relicario que contenía el presunto Santo Prepucio, con ocasión de la Festividad de la Circuncisión, reconocida oficialmente por la Iglesia católica y celebrada el 1 de enero de cada año. Esta práctica acabó cuando el relicario (que tenía joyas incrustadas) fue robado. Tras este robo es incierto si alguno de los presuntos Santos Prepucios todavía existe. El evangelista argentino Paulo Arieu señala también que para realizar un documental de televisión para Channel 4, en 1997 "el periodista británico Miles Kington viajó a Italia en busca del Santo Prepucio, pero fracasó en su intento de encontrar algún candidato".
Después del Concilio Vaticano II, el énfasis puesto por la Iglesia Católica en las reliquias ha disminuido notablemente, principalmente por la decisión de la Santa Sede de relegar muchas reliquias de larga tradición a la categoría de "leyenda pía". En el caso concreto del Santo Prepucio, se ha tratado de minimizar su antigua importancia, argumentando que el interés por esta reliquia en particular podía deberse a una 'curiosidad irrespetuosa'. El papa Juan XXIII cambió la denominación de la fiesta de "Circuncisión del Señor" a "Día de la Octava de Navidad", mas conservó la misma lectura del Evangelio que cuenta la circuncisión de Jesús.

## Importancia alegórica

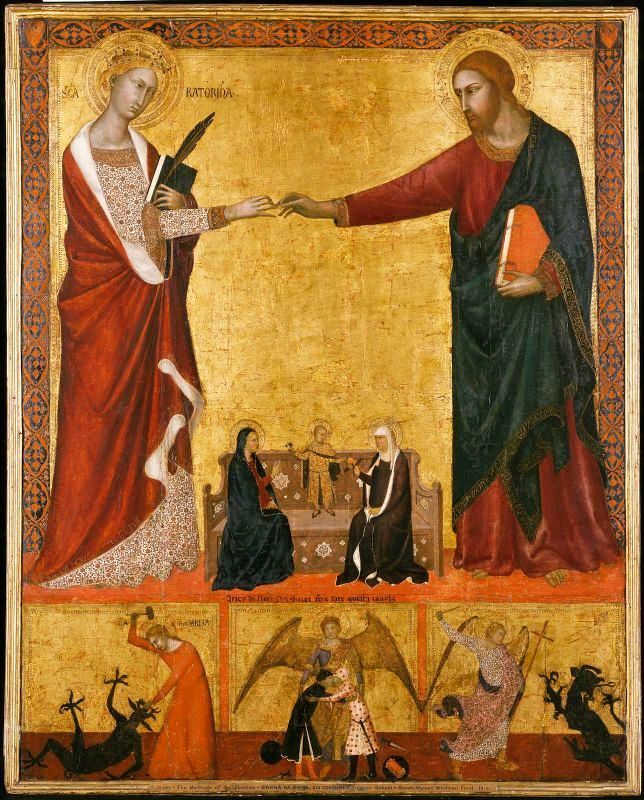
El matrimonio místico de Santa Catalina de Siena, témpera sobre tabla, Museo de Bellas Artes de Boston (Estados Unidos).

Aparte de su importancia física como reliquia, en ocasiones se ha asegurado que el Santo Prepucio ha aparecido en una famosa visión mística de Santa Catalina de Siena. En su visión, Jesús se casaba místicamente con ella, y le ponía su prepucio amputado como anillo de bodas. Así mismo, la mística Agnes Blannbekin declaró haber sentido el Santo Prepucio en su lengua.
Según George William Foote y Joseph Mazzini Wheeler, en su libro Los crímenes del cristianismo, el erudito y teólogo católico León Alacio en su obra De Praeputio Domini Nostri Jesu Christi Diatriba ("Discusión acerca del Prepucio de Nuestro Señor Jesucristo") habría sostenido que el Santo Prepucio pudo haber ascendido al Cielo al mismo tiempo que Jesús y se habría convertido en los anillos de Saturno. No obstante, la obra de Alacio nunca fue publicada y la cita de Foote y Wheeler carece de referencias comprobables.
Voltaire, en su Tratado sobre la tolerancia (1763), se refirió irónicamente a la veneración del Santo Prepucio como una de las numerosas supersticiones que eran "mucho más razonables... que detestar y perseguir a tu hermano".
En 1861, Piedro del Frate publicó una investigación titulada Preciosísima Reliquia del Santo Prepucio, con el beneplácito episcopal, donde afirmaba que Jesús de Nazaret fue efectivamente circuncidado como todos los judíos de su tiempo. El libro puede considerarse uno de los últimos respaldos oficiales de la Iglesia a la historia de la reliquia.[cita requerida]
En la actualidad, el cristianismo católico rechaza esta leyenda apoyándose en numerosas citas del Antiguo Testamento, subrayando el carácter espiritual de la práctica por encima de su significado ritual. El Nuevo Testamento también contiene alusiones que insisten en el sentido espiritual de la práctica, por lo que es razonable suponer que -independientemente del típico y variado folclore desarrollado en torno al tema- el valor alegórico de la reliquia se sigue de una interpretación metafísica de la historia, relacionada con una histórica tradición judía y con el simbolismo del misticismo católico barroco, que trasciende el pintoresco detalle con que se puede confundir el lector poco avisado.[cita requerida]